# مازو (إلهة)
مازو ، المعروفة أيضًا باسم ماتسو ، هي إلهة طاوية صينية شهيرة. هي تعتبر إلهة وراعية البحر في الطاوية. يعتقد أنها تحمي الصيادين والبحارة. تعبد ماتسو على نطاق واسع في جنوب الصين ,فيتنام ,تايوان ,تشجيانغ ,فويجيان ,قوانغدونغ وهاينان. وهي معروفة شعبياً باسم إمبراطورة السماء والأم القديسة إمبراطورة السماء. ومن ألقابها الشهيرة الأخرى الأم المقدسة إمبراطورة السماء أعلاه ، والمحظية الإمبراطورية السماوية ، والسيدة مازو ، والأميرة السماوية ، والأم المقدسة السماوية.

## المظهر الخارجي لألة الطاويين ماتسو
تضهر الألة ماتسو عند الطاويين في العادة جالسه على العرش بين شيطانين معروفين باسم "عين الألف ميل" او ( (بالصينية: 千里眼).

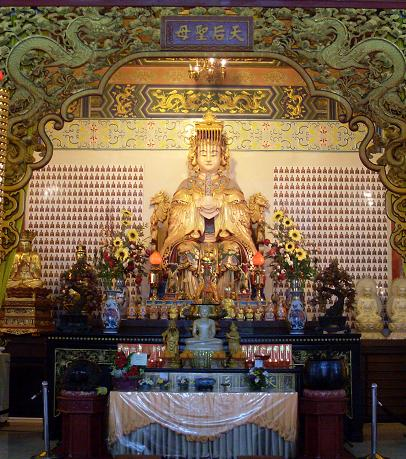
ماتسو

1. 1 2  وصلة مرجع: https://digital.library.mcgill.ca/mingqing/search/details-poet.php?poetID=2439&showbio=1&showanth=1&showshihuaon=1&language=ch.
2. ↑  مذكور في: قاعدة بيانات السير الذاتية الصينية. لغة العمل أو لغة الاسم: الإنجليزية.